# Vampire Academy (película)
Vampire Academy (también conocida como Vampire Academy: Blood Sisters y en español como Academia de vampiros) es una película de aventuras fantásticas estadounidense dirigida por Mark Waters sobre un guion de Daniel Waters basado en la novela de Richelle Mead Vampire Academy (2007). La película está protagonizada por Zoey Deutch, Danila Kozlovsky y Lucy Fry en los papeles principales.

## Argumento
El film se centra en Rose Hathaway, de 17 años, una Dhampir. Éstos, mitad vampiros y mitad humanos, protegen a los Moroi (vampiros de la realeza) de los Strigoi (peligrosos vampiros inmortales). El deber de Rose consiste en proteger a su amiga Lissa, princesa vampira de la familia Dragomir. Ambas se habían escapado juntas para alejarse de la academia, pero las atrapan y las llevan de vuelta a ella. 
Rose conoce a su instructor Dimitri Belikov, del que se enamora, aun sabiendo que está prohibido. Intentará entrenarse para poder proteger a su amiga de quienes quieren aprovecharse de ella, tanto dentro de la Academia como entre los Strigoi. Pero un peligro aún mayor que los Strigoi acecha a las dos chicas, y Dimitri es el único que puede ayudar a Rose.
Existen tres tipos de vampiros: por un lado los "Moroi"; vampiros puros que poseen el poder de controlar alguno de los cuatro elementos (fuego, agua, tierra y aire); se alimentan de sangre humana, pero no matan por ella. No soportan estar por mucho tiempo a la luz del sol.
También están los "Strigoi", seres inmortales y violentos; se alimentan de sangre moroi o humana, asesinando para beberla. No pueden caminar en lugares sagrados o estar al sol. Solo hay tres maneras de matarlos: con una estaca de plata en el pecho, decapitándolos o prendiéndoles fuego.
Por último están los "Dhampir": mitad humanos y mitad moroi. Tienen reflejos y sentidos superiores a los humanos, por lo que son muy buenos como guardianes, siendo criados y entrenados para ser los protectores de los Moroi. Se alimentan de comida humana y pueden estar a la luz del sol sin problemas.

## Personajes
- Zoey Deutch como Rose Hathaway.
- Lucy Fry como Vasilissa "Lissa" Dragomir.
- Danila Kozlovsky como Dimitri Belikov.
- Gabriel Byrne como Victor Dashkov.
- Dominic Sherwood como Christian Ozzera.
- Olga Kurylenko como Headmistress Ellen Kirova.
- Sarah Hyland como Natalie Dashkov.
- Cameron Monaghan como Mason Ashford.
- Sami Gayle como Mia Rinaldi.
- Ashley Charles como Jesse Zeklos.
- Claire Foy como Sonya Karp.
- Joely Richardson como Reina Tatiana Ivashkov.
- Edward Holcroft como Aaron Drozdov.
- Chris Mason como (Ray/Ralf Sarcozy).
- Ben Peel como Spiridon.
- Harry Bradshaw como Bruno.
- Shelley Longworth como Feeder Norrine.
- Elizabeth Conboy como Rhea Dragomir (Mama de Lissa).
- Bronte Terrell como Camilla/Camille Conta.
- Alice Wahtel como Amiga de Mia.

## Desarrollo
Dirigida por Dan Waters y escrita por su hermano Mark (Las crónicas de Spiderwick, Los fantasmas de mis ex novias) esta película está basada en la serie de libros, también titulados 'Vampire Academy', escritos por la americana Richelle Mead. Fue lanzada en los EE. UU. el 7 de febrero de 2014, mientras que se estrenará en el verano de algunos otros países, y fue distribuido en Estados Unidos por The Weinstein Company.